# Commission des Affaires sociales (Sénat)
Pour les articles homonymes, voir Commission des Affaires sociales.
Présentation
Bureau
Au Sénat français, la commission des Affaires sociales (SOCI) est une commission permanente compétente dans les champs de l’aide et l’action sociales, des anciens combattants, du droit du travail, de la formation professionnelle, du logement social, des outre-mer, des politiques familiale, de solidarité et du handicap, de la santé, ainsi que de la Sécurité sociale.
Instituée par la résolution du 19 janvier 1959 portant règlement provisoire du Sénat, elle se réunit pour la première fois le 6 mai suivant après le scrutin intégral fondant la chambre le 26 avril. À la suite du renouvellement sénatorial du 24 septembre 2023, la présidence de la commission est occupée par Philippe Mouiller (Les Républicains) à partir du 5 octobre 2023.

## Histoire
La commission des Affaires sociales est instituée par la résolution sénatoriale du 16 janvier 1959 portant règlement provisoire du Sénat. Il s’agit d’une des six commissions de sénateurs qualifiées de permanentes créées au début de la Ve République avec celle des Affaires culturelles, celle des Affaires économiques et du Plan, celle des Affaires étrangères, de la Défense et des Forces armées, celle des Finances, du Contrôle budgétaire et des Comptes économiques de la Nation ainsi que celle des Lois constitutionnelles, de Législation, du Suffrage universel, du Règlement et d’Administration générale.
Le premier bureau de la commission est constitué le 6 mai 1959 à la suite des élections sénatoriales intégrales survenues le 26 avril 1959 en Métropole et dans les départements et territoires d’outre-mer afin de permettre l’institution du Sénat au sens de la Constitution du 4 octobre 1958. Au cours de cette session parlementaire, la commission est intégrée au règlement définitif du Sénat par une résolution sénatoriale du 9 juin 1959,,.
Le règlement du Sénat prévoit que les membres de la commission font l’objet d’une désignation au début de chaque session ordinaire suivant un renouvellement triennal partiel du Sénat et que son bureau est constitué ensuite par ces membres. Depuis sa création, ces événements se sont produits le 5 octobre 1962, le 6 octobre 1965, le 8 octobre 1968, le 6 octobre 1971, le 4 octobre 1974, le 6 octobre 1977, le 7 octobre 1980, le 5 octobre 1983, le 6 octobre 1986, le 5 octobre 1989, les 7 et 8 octobre 1992, les 4 et 5 octobre 1995, les 6 et 7 octobre 1998, les 3 et 4 octobre 2001, les 6 et 7 octobre 2004, les 7 et 8 octobre 2008, les 5 et 6 octobre 2011,, les 8 et 9 octobre 2014,, les 4 et 5 octobre 2017, ainsi que les 6 et 7 octobre 2020,
.

## Rôle et missions
Le champ de compétences de la commission recouvre l’aide et l’action sociales, les anciens combattants, le droit du travail, la formation professionnelle, le logement social, les outre-mer, les politiques familiale, de solidarité et du handicap, la santé, ainsi que la Sécurité sociale. En outre, elle est chargée de l’examen des lois de financement de la Sécurité sociale.
Elle commet des rapports d’information, des rapports législatifs ou des rapports budgétaires. Deux groupes d’études, celui sur le Cancer et celui des Sénateurs anciens combattants et de la Mémoire combattante, sont placés sous son contrôle depuis 2017.
Elle dispose d’un service propre au sein de la direction de la Législation et du Contrôle du Sénat. Il est sis dans l’aile est du palais du Luxembourg.

## Organisation

### Présidence
À chaque renouvellement triennal du Sénat, le président est la première des personnalités constituant le bureau élue par les autres membres de la commission lors de sa réunion constitutive. Il peut être suppléé ou représenté par un des vice-présidents.
| Président            | Groupe | Groupe | Période du mandat | Période du mandat | Qualité |
| -------------------- | ------ | ------ | ----------------- | ----------------- | --- |
| Abel Durand          |        | RI     | 6 mai 1959        | 6 octobre 1960    | Conseiller général de la Loire-Inférieure puis de la Loire-Atlantique, élu dans le canton de Nantes-5 (1945-1973) Président du conseil général de la Loire-Inférieure puis de la Loire-Atlantique (1945-1970) Sénateur, élu dans la Loire-Atlantique (1959-1965)                                                         |
| Roger Menu           |        | RP     | 6 octobre 1960    | 30 septembre 1968 | Maire d’Épernay (1948-1970) Conseiller général de la Marne, élu dans le canton d’Épernay (1949-1967) Sénateur, élu dans la Marne (1959-1970) |
| Roger Menu           | RPCD   |        | 6 octobre 1960    | 30 septembre 1968 | Maire d’Épernay (1948-1970) Conseiller général de la Marne, élu dans le canton d’Épernay (1949-1967) Sénateur, élu dans la Marne (1959-1970) |
| Lucien Grand         |        | GD     | 8 octobre 1968    | 1er octobre 1971  | Conseiller général de la Charente-Maritime, élu dans le canton de Saint-Hilaire-de-Villefranche (1945-1976) Maire de Brizambourg (1947-1978) Sénateur, élu dans la Charente-Maritime (1959-1978) |
| Marcel Darou         |        | SOC    | 6 octobre 1971    | 1er octobre 1974  | Sénateur, élu dans le Nord (1961-1974) |
| Marcel Souquet       |        | SOC    | 4 octobre 1974    | 2 octobre 1977    | Conseiller général de l’Aude, élu dans le canton de Narbonne-Ouest (1973-1982) Sénateur, élu dans l’Aude (1968-1980) |
| Robert Schwint       |        | SOC    | 6 octobre 1977    | 2 octobre 1983    | Conseiller général du Doubs, élu dans le canton de Besançon-Planoise (1976-1982) Maire de Besançon (1977-2001) Sénateur, élu dans le Doubs (1968-1980) |
| Jean-Pierre Fourcade |        | UREI   | 5 octobre 1983    | 30 septembre 1998 | Maire de Saint-Cloud (1971-1992) Conseiller général des Hauts-de-Seine, élu dans le canton de Saint-Cloud (1973-1989) Sénateur, élu dans les Hauts-de-Seine (1977-2011) Conseiller régional d’Île-de-France, élu dans la section départementale des Hauts-de-Seine (1986-1995) Maire de Boulogne-Billancourt (1995-2007) |
| Jean-Pierre Fourcade | RI     |        | 5 octobre 1983    | 30 septembre 1998 | Maire de Saint-Cloud (1971-1992) Conseiller général des Hauts-de-Seine, élu dans le canton de Saint-Cloud (1973-1989) Sénateur, élu dans les Hauts-de-Seine (1977-2011) Conseiller régional d’Île-de-France, élu dans la section départementale des Hauts-de-Seine (1986-1995) Maire de Boulogne-Billancourt (1995-2007) |
| Jean Delaneau        |        | RI     | 6 octobre 1998    | 30 septembre 2001 | Maire de Château-Renault (1967-2001) Conseiller général d’Indre-et-Loire, élu dans le canton de Château-Renault (1970-2001) Sénateur, élu en Indre-et-Loire (1983-2001) Président du conseil général d’Indre-et-Loire (1992-2001) Maire d’Autrèche (2001-2008)                                                           |
| Nicolas About        |        | RI     | 4 octobre 2001    | 7 juillet 2009    | Maire de Montigny-le-Bretonneux (1977-2004) Sénateur, élu dans les Yvelines (1995-2011) Conseiller régional d’Île-de-France, élu dans la section départementale des Yvelines (2004-2011) |
| Nicolas About        | UMP    |        | 4 octobre 2001    | 7 juillet 2009    | Maire de Montigny-le-Bretonneux (1977-2004) Sénateur, élu dans les Yvelines (1995-2011) Conseiller régional d’Île-de-France, élu dans la section départementale des Yvelines (2004-2011) |
| Nicolas About        | UC     |        | 4 octobre 2001    | 7 juillet 2009    | Maire de Montigny-le-Bretonneux (1977-2004) Sénateur, élu dans les Yvelines (1995-2011) Conseiller régional d’Île-de-France, élu dans la section départementale des Yvelines (2004-2011) |
| Nicolas About        | UC-UDF |        | 4 octobre 2001    | 7 juillet 2009    | Maire de Montigny-le-Bretonneux (1977-2004) Sénateur, élu dans les Yvelines (1995-2011) Conseiller régional d’Île-de-France, élu dans la section départementale des Yvelines (2004-2011) |
| Nicolas About        | UC     |        | 4 octobre 2001    | 7 juillet 2009    | Maire de Montigny-le-Bretonneux (1977-2004) Sénateur, élu dans les Yvelines (1995-2011) Conseiller régional d’Île-de-France, élu dans la section départementale des Yvelines (2004-2011) |
| Muguette Dini        |        | UC     | 9 juillet 2009    | 30 septembre 2011 | Sénatrice, élue dans le Rhône (2004-2014) |
| Annie David          |        | CRC    | 4 octobre 2011    | 30 septembre 2014 | Conseillère municipale de Villard-Bonnot (2001-2014) Sénatrice, élue dans l’Isère (2001-2017) |
| Alain Milon          |        | UMP    | 9 octobre 2014    | 30 septembre 2020 | Conseiller municipal de Sorgues (depuis 1983) Sénateur, élu en Vaucluse (depuis 2004) |
| Alain Milon          | REP    |        | 9 octobre 2014    | 30 septembre 2020 | Conseiller municipal de Sorgues (depuis 1983) Sénateur, élu en Vaucluse (depuis 2004) |
| Catherine Deroche    |        | REP    | 7 octobre 2020    | 2 octobre 2023    | Conseillère régionale des Pays-de-la-Loire, élue dans la section départementale de Maine-et-Loire (2010-2021) Sénatrice, élue en Maine-et-Loire (2010-2023)) |
| Philippe Mouiller    |        | REP    | 5 octobre 2023    | En cours          | Sénateur, élu en Deux-Sèvres (depuis 2014) Maire de Moncoutant (2008-2017) |

### Bureau
Le bureau se constitue du président, des vice-présidents, des secrétaires et du rapporteur général. Tous sont élus par les membres de la commission,.
Le président et les vice-présidents font l’objet d’une élection au scrutin secret depuis la résolution du 25 octobre 1979. Le rapporteur général est soumis à ce type de scrutin depuis la résolution du 18 juin 2019.
| Résolution sénatoriale | Nombre de vice-présidents | Nombre de secrétaires |
| ---------------------- | ------------------------- | --------------------- |
| 16 janvier 1959        | 3                         | 3                     |
| 9 juin 1959            | 3                         | 3                     |
| 22 avril 1971          | 3                         | 4                     |
| 21 novembre 1995       | 6                         | 4                     |
| 2 juin 2009            | 8                         | Non fixé              |

### Rapporteur général
La commission est dotée d’un rapporteur général depuis 2009.
| Président                 | Groupe | Groupe | Période du mandat | Période du mandat | Qualité |
| ------------------------- | ------ | ------ | ----------------- | ----------------- | --- |
| Alain Vasselle            |        | UMP    | 8 juillet 2009    | 30 septembre 2011 | Maire d’Oursel-Maison (depuis 1974) Conseiller général de l’Oise, élu dans le canton de Froissy (1974-2015) Sénateur, élu dans l’Oise (1992-2011)                 |
| Yves Daudigny             |        | SOC    | 4 octobre 2011    | 30 septembre 2014 | Conseiller général de l’Aisne, élu dans le canton de Marle (1985-2015) Président du conseil général de l’Aisne (2001-2015) Sénateur, élu dans l’Aisne (2008-2015) |
| Jean-Marie Vanlerenberghe |        | UDI-UC | 9 octobre 2014    | 7 juillet 2021    | Conseiller municipal d’Arras (1989-2020) Sénateur, élu dans le Pas-de-Calais (depuis 2001)                                                                        |
| Jean-Marie Vanlerenberghe | UC     |        | 9 octobre 2014    | 7 juillet 2021    | Conseiller municipal d’Arras (1989-2020) Sénateur, élu dans le Pas-de-Calais (depuis 2001)                                                                        |
| Élisabeth Doineau         |        | UC     | 7 juillet 2021    | En cours          | Conseillère départementale de la Mayenne, élue dans le canton de Cossé-le-Vivien (depuis 2015) Sénatrice, élue dans la Mayenne (depuis 2014)                      |

### Membres
Les membres de la commission des Affaires sociales sont désignés en séance plénière du Sénat. Leur nombre varie depuis 1959.
| Résolution sénatoriale | Nombre de membres | Entrée en vigueur                          |
| ---------------------- | ----------------- | ------------------------------------------ |
| 16 janvier 1959        | 58                | Session ordinaire de 1959                  |
| 9 juin 1959            | 51                | 9 juin 1959                                |
| 20 juillet 1962        | 44                | 20 juillet 1962                            |
| 14 mai 1968            | 45                | Première session ordinaire de 1968-1969    |
| 30 juin 1977           | 47                | Après le renouvellement sénatorial de 1977 |
| 30 juin 1977           | 49                | Après le renouvellement sénatorial de 1980 |
| 30 juin 1977           | 51                | Après le renouvellement sénatorial de 1983 |
| 15 juin 1983           | 52                | Après le renouvellement sénatorial de 1983 |
| 11 mai 2004            | 54                | Après le renouvellement sénatorial de 2004 |
| 11 mai 2004            | 56                | Après le renouvellement sénatorial de 2007 |
| 4 juin 2008            | 56                | Après le renouvellement sénatorial de 2008 |
| 2 juin 2009            | 56                | 2 juin 2009                                |
| 2 juin 2009            | 57                | Après le renouvellement sénatorial de 2011 |
| 13 mai 2015            | 51                | Après le renouvellement sénatorial de 2017 |